# اچ‌ام‌اس دیفندر (۱۹۱۱)
اچ‌ام‌اس دیفندر (۱۹۱۱) (به انگلیسی: HMS Defender (1911)) یک کشتی بود که طول آن ۷۵ متر (۲۴۶ فوت) بود. این کشتی در سال ۱۹۱۱ ساخته شد.